# Evangelická škola v Bělči
Evangelická škola v Bělči nad Orlicí je památkově chráněná budova v centru obce Běleč nad Orlicí v okrese Hradec Králové postavená v roce 1863 pro potřeby místní evangelické obce. Dnes je sídlem obecního úřadu a obecní knihovny. Památkově chráněna je od 13. ledna 2003.

## Evangelická církev v obci
V řadě obcí v okolí Hradce Králové brzy po vydání Tolerančního patentu se obyvatelstvo hlásilo k evangelické církvi a i v Bělči byl založen toleranční reformovaný sbor; neuspěl ale v žádosti o ustavení samostatného sboru. V roce 1876 se stal filiálním sborem sboru v Třebechovicích pod Orebem, dodnes bělečský sbor patří jako kazatelská stanice Českobratrské církve evangelické do Třebechovic pod Orebem.
Roku 1859 byl v obci zřízen samostatný evangelický hřbitov.

## Historie evangelické školy
Původně na tomto místě stála obecní pastouška, obydlí obecního sluhy Václava Veselky. Povolení ke zřízení evangelické školy získal sbor v roce 1859 a pro stavbu školy byl vybrán tento objekt včetně pozemku o rozloze 649 sáhů tj. přes 2000 metrů čtverečních).
Evangelická obec se rozhodla budovu zcela zbořit a postavit novou. Základní kámen byl položen 24. června 1862. Již ale v listopadu 1862 se začalo vyučovat v domě Josefa Huška (čp. 42), prvním učitelem byl Josef Libra.
28. června 1863 byla přízemní budova dokončena s jednou třídou. V budově byla zřízena a posvěcena také modlitebna sboru.
Na pozemku v zadní části bylo v roce 1873 přistaveno hospodářské stavení. V roce 1875 získala škola právo veřejnosti. Roku 1879 byla u zadního vchodu vysazena lípa na počest císaře Františka Josefa I.
V roce 1909 byla škola zcela zrušena, protože evangelická obec neměla finance na její další zřizování.
V letech 1910–1911 bylo přistaveno patro a budova nadále sloužila jako evangelická modlitebna, scházel se v ní také evangelický pěvecký sbor. Byla upravena nově i zahrada. Původní učebna byla pronajata místní jednotě Sokola jako tělocvična. Budova byla trvale udržována: opravena fasáda, kamenné schody a elektrické vedení,  vyměněna okna.
V roce 2007 byla budova Českobratrskou církví evangelickou převedena do majetku obce Běleč nad Orlicí. V letech 2016-2017 byla budova zásadně opravena. Dnes je hlavní budova sídlem obecního úřadu a obecní knihovny, hospodářské stavení je využíváno jako sklad.
V evangelické škole učil a po roce 1909 dále bydlil až do roku 1925 Bohuslav Horák s manželkou Miladou, roz. Rychetskou se synem Bohuslavem Horákem mladším, manželem JUDr. Milady Horákové, popravené ve vykonstruovaném procesu v roce 1950. Oba manželé Horákovi a jejich syn ing. Bohuslav Horák jsou pochováni na místním evangelickém hřbitově.

## Architektonický popis
Samostatně stojící budova z 60. let 19. století včetně hospodářského zázemí leží v centru obce u silnice vedoucí z Hradce Králové-Svinar do místní části Třebechovice pod Orebem Nepasic. Je to cihlová eklektická stavba se štukovou výzdobou. Budova má pravidelný obdélníkový půdorys se světlou omítkou a kamenným podnožím. Valbová střecha se dvěma komíny je pokryta bobrovkami.
Hlavní průčelí budovy je obráceno k jihu. Symetrická budova má uprostřed dvoukřídlé kazetové dveře s ozdobnou původní litinovou klikou. "Vstupní dveře segmentové, v překladu datace L. P. 1863." Po stranách vstupních dveří jsou symetricky umístěná dvě okna s pískovcovými parapety, v patře je oken šest, prostřední okna jsou menší než ostatní. Zachováno zůstalo jen jediné čtyřkřídlé vnitřní okno (v přízemní místnosti u schodiště), ostatní nejsou původní, spodní část je dělena na šest tabulek. Uvnitř budovy vede chodba k zadnímu severnímu vstupu. Vpravo od čelního vstupu vedou dveře do velkého sálu zaklenutého klenbami, v přízemí jsou ještě tři menší místnosti. Proti vstupním dveřím je jednoramenné schodiště vedoucí do patra. Uprostřed budovy vybíhá lichoběžníkový štít s jehlancovým zakončením s malými pilířky na obou stranách, ve štítu je reliéf kalichu, pod ním, v centru, se nachází rozeta. Zadní dvorní (severní) průčelí je obdobné, u zadního vstupu do domu pod oknem vpravo ode dveří je sklepní okénko. Boční průčelí jsou symetrická, v přízemí i patře se dvěma okny. Světle okrová omítka není původní.
Budova je kvalitní venkovskou stavbou z 2. poloviny 19. století. Stavitele ani architekta zdroje neuvádějí.